# Hranaři
Hranaři je český film z roku 2011 z prostředí podnikatelů a politiků, ale i podsvětí a korupce.

## Výroba
Film se natáčel od června do července 2011 převážně v Praze (Letohrádek Kinských, Vila Miloše Havla, Psychiatrická léčebna Bohnice, City Tower, lom u Radotína). Pracovní název zněl Hrana.

## Obsazení
| Saša Rašilov     | Petr Hlož        |
| Miroslav Etzler  | Milan Sláma      |
| Kateřina Brožová | Kateřina Hložová |
| Vilma Cibulková  | Vilma Slámová    |
| Jiří Langmajer   | Lulu             |
| Jan Tříska       | Bishop           |
| Martin Dejdar    | Verbíř           |

## Recenze
- Kamil Fila, Aktuálně.cz, 4. prosince 2011
- Tereza Spáčilová, iDNES.cz, 1. prosince 2011
- Daniel Zeman, MovieZone.cz, 2. prosince 2011
- Alena Prokopová, Alenčin blog, 30. listopadu 2011
- František Fuka, FFFilm, 29. listopadu 2011